# Transhylisme
Le Transhylisme est un mouvement artistique, principalement pictural mais également poétique, apparu en France dans les années 1930.

## Histoire
Le terme transhylisme, forgé à partir de la préposition latine trans (« au-delà de ») et du substantif grec ὕλη (« matière »), signifie littéralement « au delà de la matière ». En marge du surréalisme, les transhylistes avaient en effet pour ambition d'élever leur art « au delà de la matière, par les routes de l'âme, par les sentiers de l'esprit ».
Cette définition, qui n'est pas sans rappeler celle du symbolisme un demi-siècle plus tôt, conclut le manifeste cosigné en 1935 par six artistes qui exposaient leurs œuvres dans une galerie parisienne située au no 3 de la rue Casimir-Périer et baptisée Gravitations en hommage aux Gravitations du poète Jules Supervielle.
Les six cosignataires du manifeste transhyliste sont Jean Lafon, Pierre Ino (d), Louis Cattiaux, Erik Olson (en), Jean Marembert et René Paresce.
Selon Gaston Diehl, l'alliance de ces six peintres était aussi bien « basée sur l'amitié » que sur des « tendances proches » : « Même besoin d'évasion hors du réel dont ils souffraient plus ou moins intérieurement. Même désir de créer un monde qui fût poétique tout en gardant quelque attache avec l'humain et qui restât également éloigné de toute idéologie politique, comme de tout caractère érotique par trop insistant ». Le transhylisme, qui s'affirme éloigné de toute volonté révolutionnaire, apparaît ainsi comme une réaction aux provocations des surréalistes ou aux débats de l'époque entre les avant-gardes modernistes et les partisans du réalisme socialiste.
Le critique et historien de l'art Bernard Dorival a vu dans l'attitude des transhylistes « le désir d’aller au-delà des réalités – ou des apparences – de la matière, jusqu’à cette vérité qu’elles cachent et traduisent, interceptent et signifient, et qu’à travers elles, poésie et art peuvent pressentir et qui sait même ? capter ».
Le mouvement ne rencontra pas un succès immédiat et n'eut qu'une postérité limitée. Ainsi, Gaston Diehl évoque l'insuccès des transhylistes dès 1938, soit seulement trois ans après la publication de leur manifeste : « Soutenus moralement par quelques poètes et amis, il leur manquait cependant les amateurs, le public, même restreint. [...] Finalement ils durent fermer leur galerie ».